# Étienne Bobillier
Étienne Bobillier (* 17. April 1798 in Lons-le-Saunier; † 22. März 1840 in Châlons-en-Champagne) war ein französischer Mathematiker.

## Leben
Bobillier erhielt eine gute Erziehung. Sein Vater war Kaufmann für Tapeten und starb 1806, danach führte die Mutter das Geschäft fort. Er studierte ab 1817 an der Ecole Polytechnique, nachdem er die harten Eingangsprüfungen bestanden hatte, wie schon sein älterer Bruder, der dort ab 1813 studierte und Offizier wurde. Bobillier war ein Schüler von Siméon Denis Poisson, musste aber nach einem Jahr das Studium aus finanziellen Gründen abbrechen und wurde 1818 Lehrer an der École des Arts et Métiers in Châlons-sur-Marne. Er war als Mathematiklehrer sehr erfolgreich und veröffentlichte ein Algebra-Lehrbuch, das noch 1879 in zehnter Auflage erschien. Er bewarb sich für einen Professorenposten am Collège Royale in Amiens, wurde aber 1829 als Schulleiter (Studiendirektor) nach Angers versetzt. In der Revolution von 1830 diente er in der Nationalgarde in Angers bei der Niederschlagung der Revolte. 1832 war er wieder in Châlons-sur-Marne, veröffentlichte ein Geometrie-Lehrbuch (das 1870 in 14. Auflage erschien) und wurde dort Professor. Ab 1836 ließ seine Gesundheit nach, er lehnte aber den Antritt eines Erholungsurlaubs ab und setzte seinen Unterricht fort. 1837 hatte er geheiratet.
Er befasste sich vor allem mit Geometrie und war von Jean-Victor Poncelet, Joseph Gergonne, Michel Chasles und Gaspard Monge beeinflusst. Seine Arbeitsgebiete waren die Geometrie von algebraischen Flächen und Kurven sowie Polaren von Kurven. Er war einer der Ersten der die Transformation durch reziproke Radien in der Theorie der Kegelschnitte anwandte und befasste sich mit Statik (Kettenlinie) und Kinematik.
1839 wurde er Präsident der Gesellschaft für Landwirtschaft, Handel, Wissenschaft und Kunst des Départment Marne und im selben Jahr Ritter der Ehrenlegion. Er war Mitglied mehrerer weiterer regionaler französischer wissenschaftlicher Gesellschaften.
Ein Mondkrater ist nach ihm benannt.

## Schriften
- Cours de géométrie, 1832
- Principes d’algèbre, 3 Bände, 1825 bis 1826